# Motor Lublin (piłka nożna) w sezonie 1966/1967
Sezon 1966/1967 był dla Motoru Lublin 13. sezonem na trzecim szczeblu ligowym. W trzydziestu rozegranych spotkaniach, Motor zdobył 45 punktów i zajął trzecie miejsce w tabeli. Trenerem zespołu był Józef Walczak.

## Przebieg sezonu
W przerwie letniej Motor rozegrał kilka spotkań sparingowych, między innymi z zespołem II ligi węgierskiej Vasutasem. Na stadionie przy ulicy Kresowej goście zwyciężyli 4:2. Na początku sierpnia 1966 drużyna przebywała na zgrupowaniu na Węgrzech, gdzie rozegrała dwa mecze kontrolne, z Vasutasem (2:3) oraz trzecioligowym zespołem Mezőtúr 2:1. Sezon 1966/1967 był pierwszym, w którym udział brały 64 zespoły podzielone na cztery grupy. Motor został przydzielony do grupy III, w której występowały również drużyny z województw łódzkiego, olsztyńskiego, białostockiego, warszawskiego. 
10 września rozegrany na Kresowej został mecz pomiędzy Motorem a ŁKS II Łódź. Łódzki zespół, korzystając z przerwy w rozgrywkach ekstraklasy, wystawił na ten mecz dziewięciu piłkarzy pierwszoligowego zespołu. ŁKS II ten mecz wygrał, jednak zarząd Motoru złożył protest do Wydziału Gier i Dyscypliny Polskiego Związku Piłki Nożnej. Ostatecznie wynik zweryfikowano jako walkower 3:0 na korzyść Motoru. Po zwycięstwie nad Włókniarzem Białystok, w meczu 10. kolejki spotkań, Motor awansował na pozycję wicelidera. Rundę jesienną Motor zakończył na 3. miejscu, ze stratą dwóch punktów do lidera – Włókniarza Pabianice i punktu do wicelidera – Stali Kraśnik.
W pierwszej połowie lutego piłkarze Motoru przebywali na zgrupowaniu w Bierutowicach, gdzie rozegrali kilka meczów sparingowych, ze Stalą Mielec (4:2, bramki dla Motoru: Wierzchowski (2) oraz Sokołowski i Grabiec), a także z Polonią Bytom (4:3, bramki dla Motoru: Sokołowski (2), Luzia i Wierzchowski). 26 lutego 1967 na stadionie Sygnału Motor zremisował ze Stalą Rzeszów 1:1. Bramkę dla Motoru zdobył Nowicki, a mecz obejrzało 1500 widzów. W ostatnim spotkaniu kontrolnym, 12 marca 1967 Motor pokonał Chełmiankę Chełm 3:0.
30 kwietnia 1967 w meczu na szczycie Motor pokonał Stal Kraśnik 2:0. Zanotowano wówczas rekordową frekwencję na kraśnickim stadionie, gdyż na trybynach zasiadło 15 tysięcy widzów. 7 czerwca 1967 na stadionie przy Kresowej Motor rozegrał mecz towarzyski z czwartą drużyną w ligowej tabeli ekstraklasy Legią Warszawa. Spotkanie, które obejrzało 4 tysiące widzów, zakończyło się zwycięstwem „legionistów” 2:1. W zespole gości zagrali między innymi Władysław Grotyński, Horst Mahseli, Lucjan Brychczy, Bernard Blaut i Kazimierz Deyna. Bramkę dla Motoru zdobył Henryk Lackstein. 
Po zwycięstwie nad Zniczem Pruszków, na cztery kolejki przed końcem rozgrywek Motor objął pozycję lidera, mając tyle samo punktów co Stal Kraśnik i punkt przewagi nad Włókniarzem Pabianice. Po porażce Motoru z Włókniarzem Łódź 0:3, Włókniarz Pabianice objął pozycję lidera. W 28. kolejce doszło do meczu na szczycie, w którym pabianicki zespół wygrał z kraśnicką Stalą  1:0. Na dwie kolejki przed zakończeniem sezonu czołówka tabeli prezentowała się następująco:
| Poz | Klub                | M  | Pkt | Bz | Bs |
| --- | ------------------- | -- | --- | -- | -- |
| 1.  | Włókniarz Pabianice | 28 | 44  | 45 | 16 |
| 2.  | Motor Lublin        | 28 | 43  | 54 | 15 |
| 3.  | Stal Kraśnik        | 28 | 43  | 51 | 16 |

W przedostatniej kolejce Włókniarz pokonał na wyjeździe Polonię Warszawa 3:1, a w ostatniej przypieczętował awans do II ligi po zwycięstwie 8:0 nad zdegradowanym ŁKS-em Łomża. Po zakończeniu sezonu Józef Walczak zrezygnował z funkcji trenera zespołu. 

## Mecze ligowe w sezonie 1966/1967
| Data                 | Przeciwnik          | D/W            | Miejsce                   | Wynik M/P      | Strzelcy                                                        | Widzów         | Źródło              |
| RUNDA JESIENNA       | RUNDA JESIENNA      | RUNDA JESIENNA | RUNDA JESIENNA            | RUNDA JESIENNA | RUNDA JESIENNA                                                  | RUNDA JESIENNA | RUNDA JESIENNA      |
| -------------------- | ------------------- | -------------- | ------------------------- | -------------- | --------------------------------------------------------------- | -------------- | ------------------- |
|                      |                     |                |                           |                |                                                                 |                |                     |
| 13 sierpnia 1966     | Stal Kraśnik        | D              | Stadion przy ul. Kresowej | 3:2            | Sokołowski 12', Widera 54', Luzia 64'                           | 4 tys.         | [ 19 ] [ 20 ]       |
| 21 sierpnia 1966     | Polonia Warszawa    | W              | Stadion Polonii           | 1:2            | Sokołowski ?'                                                   | 5 tys.         | [ 21 ] [ 22 ]       |
| 27 sierpnia 1966     | ŁKS Łomża           | D              | Stadion przy ul. Kresowej | 4:0            | Widera 4', Szafrański 20', Nowicki 48', Sokołowski 50'          | 3 tys.         | [ 23 ] [ 24 ]       |
| 4 września 1966      | Włókniarz Pabianice | W              | Pabianice                 | 1:1            | Neuman 15'                                                      |                | [ 25 ]              |
| 10 września 1966     | ŁKS II Łódź         | D              | Stadion przy ul. Kresowej | 3:0            |                                                                 | 6 tys.         | [ 6 ] [ 26 ] [ 27 ] |
| 18 września 1966     | Jurand Bemowo       | W              | Bemowo Piskie             | 3:3            | Sokołowski ?', Luzia ?', Widera ?'                              |                | [ 28 ]              |
| 25 września 1966     | Avia Świdnik        | D              | Stadion Lublinianki       | 2:0            | Sokołowski 50', Neuman 85'                                      | 8 tys.         | [ 29 ] [ 30 ]       |
| 1 października 1966  | Okęcie Warszawa     | D              | Stadion przy ul. Kresowej | 2:0            | Luzia 13', 16'                                                  | 5 tys.         | [ 31 ] [ 32 ]       |
| 9 października 1966  | Warszawianka        | W              | Warszawa                  | 1:1            | Luzia ?'                                                        |                | [ 33 ] [ 34 ]       |
| 16 października 1966 | Włókniarz Białystok | D              | Stadion przy ul. Kresowej | 3:0            | Sokołowski 17', 70', Grabiec 89'                                | 4 tys.         | [ 7 ] [ 35 ]        |
| 30 października 1966 | Włókniarz Łódź      | D              | Stadion przy ul. Kresowej | 3:0            | Gorzkiewicz 34' (sam), Neuman 64', Brysiak 70'                  |                | [ 36 ] [ 37 ]       |
| 13 listopada 1966    | Gwardia Olsztyn     | D              | Stadion przy ul. Kresowej | 7:0            | Sokołowski 7', 27', 52', 85', Neuman 25', Widera 44', Luzia 64' |                | [ 38 ] [ 39 ]       |
| 20 listopada 1966    | Legia II Warszawa   | W              | Warszawa                  | 1:0            | Widera ?'                                                       |                | [ 40 ]              |
| 27 listopada 1966    | Znicz Pruszków      | W              | Pruszków                  | 0:0            |                                                                 | 1,5 tys.       | [ 41 ] [ 42 ]       |
| 19 marca 1967        | Czarni Radomsko     | W              | Radomsko                  | 2:0            | Lackstein 17', Sokołowski 56'                                   | 1 tys.         | [ 8 ] [ 43 ]        |
|                      |                     |                |                           |                |                                                                 |                |                     |
| RUNDA WIOSENNA       |                     |                |                           |                |                                                                 |                |                     |
|                      |                     |                |                           |                |                                                                 |                |                     |
| 9 kwietnia 1967      | Polonia Warszawa    | D              | Stadion przy ul. Kresowej | 4:0            | Świerk 6', Sokołowski 65', 80', Sklarek 71'                     | 9 tys.         | [ 44 ] [ 45 ]       |
| 16 kwietnia 1967     | ŁKS Łomża           | W              | Łomża                     | 2:0            | Sokołowski 47', Szafrański 89'                                  |                | [ 46 ]              |
| 23 kwietnia 1967     | Włókniarz Pabianice | D              | Stadion przy ul. Kresowej | 2:0            | Sokołowski 24', Nowicki 43'                                     | 7 tys.         | [ 47 ] [ 48 ]       |
| 30 kwietnia 1967     | Stal Kraśnik        | W              | Kraśnik                   | 2:0            | Widera 29', Świerk 87' (k)                                      | 15 tys.        | [ 12 ] [ 49 ]       |
| 7 maja 1967          | ŁKS II Łódź         | W              | Łódź                      | 0:0            |                                                                 | 2 tys.         | [ 50 ] [ 51 ]       |
| 14 maja 1967         | Jurand Bemowo       | D              | Stadion przy ul. Kresowej | 3:1            | Luzia 14', 70', Brysiak 65'                                     | 5 tys.         | [ 52 ] [ 53 ]       |
| 21 maja 1967         | Avia Świdnik        | W              | Świdnik                   | 0:1            |                                                                 | 5 tys.         | [ 54 ] [ 55 ]       |
| 24 maja 1967         | Okęcie Warszawa     | W              | Warszawa                  | 2:1            | Pasek ?', Nowara ?' (sam)                                       |                | [ 56 ]              |
| 28 maja 1967         | Warszawianka        | D              | Stadion przy ul. Kresowej | 0:0            |                                                                 |                | [ 57 ]              |
| 4 czerwca 1967       | Włókniarz Białystok | W              | Białystok                 | 0:0            |                                                                 | 3 tys.         | [ 58 ] [ 59 ]       |
| 10 czerwca 1967      | Znicz Pruszków      | D              | Stadion przy ul. Kresowej | 1:0            | Brysiak 14'                                                     | 8 tys.         | [ 60 ] [ 61 ]       |
| 18 czerwca 1967      | Włókniarz Łódź      | W              | Łódź                      | 0:3            |                                                                 |                | [ 62 ]              |
| 24 czerwca 1967      | Czarni Radomsko     | D              | Stadion przy ul. Kresowej | 2:0            | Nowicki 75', Brysiak 82'                                        | 8 tys.         | [ 63 ] [ 64 ]       |
| 2 lipca 1967         | Gwardia Olsztyn     | W              | Olsztyn                   | 2:0            | Sokołowski 76', Brysiak ?'                                      |                | [ 16 ] [ 65 ]       |
| 9 lipca 1967         | Legia II Warszawa   | D              | Stadion przy ul. Kresowej | 0:1            |                                                                 |                | [ 17 ]              |

### Tabela III ligi grupy III
| Poz | Klub                 | M  | Pkt | Bz | Bs |
| --- | -------------------- | -- | --- | -- | -- |
| 1.  | Włókniarz Pabianice  | 30 | 48  | 56 | 17 |
| 2.  | Stal Kraśnik         | 30 | 47  | 58 | 19 |
| 3.  | Motor Lublin         | 30 | 45  | 56 | 16 |
| 4.  | Legia II Warszawa    | 30 | 36  | 42 | 32 |
| 5.  | Avia Świdnik         | 30 | 34  | 41 | 31 |
| 6.  | Włókniarz Łódź       | 30 | 33  | 46 | 37 |
| 7.  | Polonia Warszawa     | 30 | 33  | 33 | 34 |
| 8.  | Warszawianka         | 30 | 32  | 36 | 28 |
| 9.  | Czarni Radomsko      | 30 | 32  | 36 | 28 |
| 10. | Włókniarz Białystok  | 30 | 30  | 40 | 47 |
| 11. | Znicz Pruszków       | 30 | 29  | 32 | 36 |
| 12. | ŁKS II Łódź          | 30 | 28  | 41 | 42 |
| 13. | Okęcie Warszawa      | 30 | 18  | 35 | 45 |
| 14. | Jurand Bemowo Piskie | 30 | 17  | 53 | 80 |
| 15. | ŁKS Łomża            | 30 | 12  | 18 | 76 |
| 16. | Gwardia Olsztyn      | 30 | 7   | 25 | 74 |

## Puchar Polski na szczeblu centralnym
| Data                 | Runda | Przeciwnik       | D/W | Miejsce                   | Wynik M/P | Strzelcy                 | Widzów | Źródło        |
| -------------------- | ----- | ---------------- | --- | ------------------------- | --------- | ------------------------ | ------ | ------------- |
| 23 października 1966 | I     | Radomiak Radom   | W   | Radom                     | 2:1       | Sokołowski 8', 40'       |        | [ 66 ] [ 67 ] |
| 6 listopada 1966     | 1/16  | Stal Rzeszów     | D   | Stadion przy ul. Kresowej | 3:1       | Sokołowski 13', 67', 87' | 5 tys. | [ 68 ] [ 69 ] |
| 5 marca 1967         | 1/8   | Garbarnia Kraków | D   | Stadion przy ul. Kresowej | 0:1       |                          |        | [ 70 ]        |